# كيفن ليش
كيفن ليش (بالإنجليزية: Kevin Lisch)‏ مواليد 16 مايو 1986 في بلفيل، هو لاعب كرة سلة أمريكي. بدأ مسيرته الاحترافية في سنة 2009. يلعب مع سيدني كينجز في الدوري الأسترالي لكرة السلة كلاعب هجوم خلفي. يحمل الرقم 11. مثّل منتخب بلاده. شارك في دورة الألعاب الأولمبية الصيفية سنة 2016. لعب كرة السلة الجامعية في جامعة سانت لويس.

## المسيرة الاحترافية
لعب مع برث وايلدكاتز في الدوري الأسترالي من سنة 2009 إلى 2013، ثم لعب مع بيراتاس دي كويبراديلاس في سنة 2013، ثم لعب مع جاي إس إف نانتير في الدوري الفرنسي في موسم 2013–2014، ثم لعب مع باسكت سرقسطة 2002 في الدوري الإسباني في موسم 2014–2015، ثم لعب مع إلوارا هوكز في الدوري الأسترالي في موسم 2015–2016، ثم لعب مع بيراتاس دي كويبراديلاس في سنة 2016، ثم لعب مع سيدني كينجز في الدوري الأسترالي في سنة 2016.

## روابط خارجية
- كيفن ليش على موقع الاتحاد الدولي لكرة السلة (الإنجليزية)
- كيفن ليش على موقع الدوري الأوروبي لكرة السلة (الإنجليزية)
- كيفن ليش على موقع الدوري الإسباني لكرة السلة (الإسبانية)
- كيفن ليش على موقع كرة السلة الأوروبية.كوم (الإنجليزية)
- كيفن ليش على موقع كلية كرة السلة في سبورتس رفرنس.كوم (الإنجليزية)
- كيفن ليش على موقع ريلجم (الإنجليزية)
- كيفن ليش على موقع بروبوليرز (الإنجليزية)
- كيفن ليش على موقع سبورتس رفرنس (الإنجليزية)
- كيفن ليش على موقع أوليمبيديا (الإنجليزية)
- كيفن ليش على موقع اللجنة الأولمبية الأسترالية (الإنجليزية)